# ای (جورجیا)
ای، جورجیا (به انگلیسی: Ai, Georgia) یک منطقهٔ مسکونی در ایالات متحده آمریکا است که در جورجیا واقع شده‌است.

## خصوصیات
ای ۶۷۹٫۱ متر بالاتر از سطح دریا واقع شده‌است.